# Roland Grahammer
Roland Grahammer, né le 3 novembre 1963 à Augsbourg, est un footballeur allemand. Il évoluait au poste de défenseur.

## Biographie
Avec la sélection allemande, il participe aux Jeux olympiques d'été de 1988, remportant la médaille de bronze.
Il joue un total de 220 matchs en première division allemande, inscrivant 19 buts dans ce championnat. Le 16 août 1986, il marque deux buts sur penalty face au club de Bochum.
Il dispute par ailleurs deux matchs en Ligue des champions avec le Bayern Munich, pour deux buts inscrits.

## Palmarès
- Champion d'Allemagne en 1989 et 1990 avec le Bayern Munich
- Champion d'Allemagne de D2 en 1985 avec le FC Nuremberg
- Vainqueur de la Supercoupe d'Allemagne en 1990 avec le Bayern Munich